# Famille de Hauteclocque
La famille de Hauteclocque est une famille de l'ancienne noblesse d'Artois, d'extraction chevaleresque.
Elle tire son origine de la terre de « Hautecloque », aujourd'hui commune du Pas-de-Calais, non loin de Saint-Pol-sur-Ternoise. Une branche de la famille a fait souche en Picardie. Le Maréchal Leclerc a fait rajouter son nom de guerre à son patronyme. Ses descendants se nomment Leclerc de Hauteclocque[réf. nécessaire].

## Histoire
Selon un ouvrage familial, la première mention d'un « seigneur de Hauteclocque » (apparenté ou non) remonte à 1127. Originaire du village de Hautecloque (littéralement la « haute cloche », désignant sans doute le lieu dont l'église a un clocher plus élevé que ceux des villages voisins), le nom de ce seigneur apparaît dans une charte lors d'un différend avec les religieux de Saint-Bertin.
Régis Valette fait toutefois débuter la filiation suivie et prouvée en 1340.
Les membres de la famille d'Hauteclocque ont eu leurs entrées aux États d'Artois depuis 1554.
Elle est inscrite à l'Association d'entraide de la noblesse française en 1955.

## Filiation
- Guy de Hauteclocque, chevalier, croisé en 1218. Ses armoiries figurent dans la deuxième salle des croisades du château de Versailles (non rattaché à la filiation suivie et prouvée de Régis Valette).
- Jean de Hauteclocque, tué en 1340 à la prise de Saint-Denis[6].
- Jacques de Hauteclocque marié avec Jeanne de Hallin. Cité en 1366. Il est peut-être le Jacques de Hauteclocque, chevalier, qui, suivi de deux écuyers, accompagne Eudes IV duc de Bourgogne dans la défense de Saint-Omer en 1340 contre Robert d'Artois[6].
- Walles de Hauteclocque comparut à une montre en 1382.
- Colart de Hauteclocque (1400), fils du précédent, marié avec Florence de Caesbeke.
- Regnault de Hauteclocque, leur fils.
- Adrien de Hauteclocque, leur fils.
- Adrien de Hauteclocque, (1487), fils du précédent, écuyer, seigneur de Hauteclocque, marié avec Jeanne d’Ailly
- Jean de Hauteclocque, (1511) leur fils, écuyer, seigneur d’Havernas, marié avec Marie Coulon.
- Wallerand de Hauteclocque, leur fils, écuyer, seigneur d’Havernas marié avec Marie de Vérité.
- Robert de Hauteclocque, leur fils marié avec Marie de Beaufort.
- François de Hauteclocque, leur fils, écuyer, seigneur de Quatreveaux et du Wail, marié en 1585  à Antoine (?) de Caurel (Caverel).
- Philippe de Hauteclocque, leur fils.
- Jean Baptiste François de Hauteclocque, petit-fils du précédent, écuyer, seigneur du Wail et de Quatreveaux, marié en secondes noces en 1708 avec Anne Marie de La Forge.
- Charles François de Hauteclocque, leur fils, seigneur de Wail et de Quatreveaux, a fait l'objet en décembre 1752 de lettres données à Versailles le faisant chevalier héréditaire avec permission de surmonter ses armoiries d'une couronne de comte[7] , marié en 1744 avec Josephe Yolande Le Caron de Rollois.
- Louis Hector Constantin d'Hautecloque, frère de Charles François, capitaine au régiment d'infanterie de marine, est fait chevalier héréditaire avec permission de surmonter ses armoiries d'une couronne de comte, en décembre 1752, en même temps que son frère[7].
- François Louis Joseph de Hauteclocque, leur fils, chevalier marié en 1785 avec Reine de Lassus, puis en 1796 à Catherine de Monet de Lamarck.
- Stanislas Joseph  de Hauteclocque (1786-1856) fils de François et de Reine de Lassus, marié en 1822 à Mademoiselle de Beugny d’Hagerue dont postérité.
- César de Hauteclocque (1787-1871) frère du précédent marié en 1819 avec Mademoiselle du Bois de Bellejame, dont postérité.
- Constantin Gabriel de Hauteclocque (1788-1884) frère des deux précédents, Comte Romain en 1857, marié en 1822 à Félicité Rouvroy de Libersart, dont deux fils.
- Alphonse Philippe de Hauteclocque (1796-1874), fils de François de Hauteclocque et de Catherine de Monet de Lamarck, marìé en 1825 à Mademoiselle Le Febure de Hodent, dont postérité.
- Léopold Valentin François de Hauteclocque (1797-1867), frère du précédent, chevalier de Malte, de Saint-Louis, de la Légion d'honneur, maire d’Arras, créé Baron personnel en 1822, marié en 1823 à Mademoiselle de Navignaer, sans postérité[8].

## Personnalités
- Léopold Valentin François de Hauteclocque (1797-1867), chevalier de Malte, de Saint-Louis, de la Légion d'honneur, maire d’Arras, créé Baron personnel en 1822
- Jean de Hauteclocque (1893-1957), ambassadeur de France au Canada (1945-1947), résident général de France en Tunisie (1952-1953), cousin du maréchal ;
- Xavier de Hauteclocque (1897-1935), journaliste et écrivain français, cousin de Philippe ;
- Philippe Leclerc de Hauteclocque (1902-1947), élevé à titre posthume à la dignité de maréchal de France, compagnon de la Libération, en 1945, il fut autorisé à ajouter son nom de guerre, « Leclerc », à son patronyme (décret du 17 novembre 1945) ;
- Baudouin de Hauteclocque (1908-1981), 4e baron de Hauteclocque, maire de Royon et sénateur du Pas-de-Calais, cousin du maréchal ;
- Pierre de Hauteclocque (1910-2004), lieutenant-colonel, compagnon de la Libération, cousin germain de Philippe Leclerc de Hauteclocque ;
- Amaury de Hauteclocque (1966), chef du RAID de 2007 à 2013 et de la FIPN de 2009 à 2013, petit-neveu du maréchal.

## Alliances
Les principales alliances de la famille de Hauteclocque sont : Grebert (circa 1523), Desmarets de Lannoy (1683), de La Forge (1708), de Lassus (1785), de Monet de La Mark (1794), de Rouvroy de Libessart, de Morgan Frondeville (1859), Van der Cruisse de Waziers (1890), Foucaud et d'Aure, de La Croix de Castries, de Chaumont-Quitry, Baynast de Septfontaines, Colbert de Castle-Hill, du Croquet de Saveuse de Pons-Rénepont, de Chabot-Tramecourt, de Saint-Denis, de Vogüé (1946), de La Rochefoucauld (1987), de Courson de La Villeneuve, de Formigny, Guyon de Montlivault, Masson-Bachasson de Montalivet.

## Propriétés
- Château de Royon
- Seigneurie de Royon
- Château de Belloy Saint Léonard
- Château de Tailly l'Arbre à Mouches
- Château de Sainte-Suzanne (Manche)
- Château de Bermicourt
- Château du Mesnil-Guillaume
- Château de Grand-Rullecourt